# (73073) Jannaleuty
(73073) Jannaleuty – planetoida z pasa głównego asteroid okrążająca Słońce w ciągu 3,67 lat w średniej odległości 2,38 j.a. Odkryta 4 kwietnia 2002 roku przez Lorena C. Balla. Janna Leuty (ur. 1976) posiada tytuły licencjata (z wyróżnieniem) z języka angielskiego i socjologii; jest żoną astronoma Guya Wellsa i matką ich dzieci.